# 林慎 (崇禎進士)
林慎（？—？），字师邈，號默庵，福建福州府闽县籍侯官县人。

## 生平
崇祯三年（1630年）庚午科福建乡试举人，崇祯十三年（1640年）庚辰科進士，吏部观政，授松江府推官，官至太仆寺少卿兼广东布政司参政，分守岭东道事，有政声。

## 家族
出身闽侯水西林氏。高祖林春泽，字德敷，號旗峰，正德九年甲戌登進士第。曾祖林应亮，嘉靖壬辰进士，户部侍郎，钦赐祭葬，祀名宦。祖林如楚，嘉靖乙丑进士，工部侍郎，钦赐祭葬，祀乡贤。被譽為“父子孫孫世進士”。父林昌禧。庠生。